# 中西區足球隊
中西區足球隊是中西區康樂體育會屬下的足球會，目前於香港甲組足球聯賽作賽。

## 歷史

### 創會時期（2002–2017年）
香港足球總會於2002年改革乙組、丙組賽事，與各區區議會合作，吸納地區球隊，並促使球員年輕化，藉以提昇香港足球運動文化。因此中西區康樂體育會於2002–03年球季開始組織成中西區足球隊參加香港丙組(地區)聯賽。
2013–14年球隊由前愉園及香港5人足球代表隊球員馮振霆擔任主教練。中西區足球隊於2013–14年在丁組聯賽最終以 12 勝 2 和 6 負奪得季軍，為中西區首次奪得較佳的成績，以後於2014–15年奪得丙組聯賽亞軍。
中西區足球隊於2015–16年以25勝4和1負攻入101個入球，但在同分情況下未能奪得冠軍，只能以丙組亞軍取得升班。而在2016–17年，中西區足球隊取得14勝4和4負成績，再次出現同分情況，未能取得升班資格，獲得聯賽季軍。

### 甲組時期（2018年至今）
中西區足球隊在2017–18球季與老牌球會愉園一同取得升上甲組資格，創下球隊歷史新一頁。
中西區於2018年8月從甲組球隊黃大仙重金禮聘攻擊中場蘇來强、港超球隊夢想FC中場大將林雲傑，以及澳門甲組中場球員吳鏵昇加盟，務求增加中場實力，和其他甲組球隊競爭。球隊亦從香港青年軍提升U15小將前鋒陳嘉宝上一隊，目標為聯賽中游第五至第八名。
2019年1月27日，中西區以2比1擊敗永義，奪得初級組足總盃季軍。聯賽方面，則以第九名完成。
2022–23球季球會決定爭取更佳成績，簽入許宏鋒，盧斯安奴，安基斯，曾健晃，梁子駿等球員力爭升班。
季中梁子駿離開球隊。12月15日簽入外援安達及中鋒大衛巴拉加強實力。希望可以爭取首兩名升上港超。拿到上半季港甲冠軍。
2023年5月14日，中西區以2比0擊敗葵青，奪得球隊史上首個聯賽冠軍。
2023年7月8日，足總盃初級組決賽中西區以2比1擊敗凱景，奪得球隊史上首個足總盃初級組冠軍。
2023–24球季，為保持球隊甲組競爭能力，簽入四名有華仁球員。分別是經驗豐富的守門員李瀚灏，球星李康廉，阿根廷混血兒前鋒陳嘉宝，防守中場劉浩霖。2024年6月9日成功衛冕足總盃初級組冠軍，聯賽方面奪得聯賽亞軍及頭號射手巴西中鋒大衛巴拉以22個聯賽入球奪得港甲神射手。
2024一25球季，龍門李瀚灏轉投港超九龍城。
2025年球季陣容:中鋒大衛巴拉，彭林林，張俊軒，安基斯，劉浩霖，蘇沙，王力威，中堅迪迪馬，何卓謙，曾健晃，李嘉進，李康廉，劉錦鏗，黃孔馳，陳曉鋒，陳嘉寶，鄧港桁，鐘文浚，許宏鋒，杜馬思，保羅，瀋耀揚

## 職球員名單

### 管理層及職員名單
| 中西區足球會主席：     | 唐大威 |
| 球會總監及一隊主教練： | 馮振霆 |
| 球會經理及一隊教練：   | 劉德仁 |
| 球會行政主任：         | 陳浩然 |
| 球會行政主任：         | 張樂怡 |
| 一隊門將教練：         | 麥國輝 |
| 一隊體能教練：         | 何景熙 |

### 球員名單
粗體字為新加盟球員
| 號碼  | 國籍  | 球員名字                              | 位置             | 出生日期       | 加盟年份 | 前屬球會     |
| 門 將 | 門 將 | 門 將                                 | 門 將            | 門 將          | 門 將    | 門 將        |
| ----- | ----- | ------------------------------------- | ---------------- | -------------- | -------- | ------------ |
| 1     | 香港  | 保羅（Paulo Cesar Da Silva Argolo）   | 門將             | 1986年3月27日  | 2024     | 傑志         |
| 29    | 香港  | 鄧梓朗（Tang Tsz Long）               | 門將             | 2004年7月29日  | 2024     | HKU23        |
| 95    | 香港  | 何卓謙（Ho Cheuk Him）                | 門將             | 1995年9月5日   | 2017     | 南華         |
| 後 衛 |       |                                       |                  |                |          |              |
| 2     | 香港  | 張俊軒（CHEUNG CHUN HIN MARCO）       | 左右翼衛         | 1999年1月7日   | 2024     | 北區         |
| 4     | 巴西  | 廸廸馬（DEDIMAR FERREIRA DAS CHAGAS） | 中堅             | 1992年4月22日  | 2024     | DOM BOSCO-MT |
| 6     | 巴西  | （Luciano Silva）                     | 中堅             | 1987年6月13日  | 2022     | 冠忠南區     |
| 18    | 香港  | 彭林林（PENG LINLIN）                 | 左右翼衛         | 1998年8月18日  | 2024     | 西貢         |
| 20    | 香港  | 沈耀揚（Sham Yiu Yeung）              | 左右翼衛/翼鋒    | 1995年4月23日  | 2013     | 虎門         |
| 22    | 香港  | 杜馬思（TOMAS MARONESI）              | 中堅             | 1985年4月7日   | 2024     | 冠忠南區     |
| 28    | 香港  | 鍾文浚（Chung Man Tsun）              | 中堅/防中        | 1996年6月24日  | 2013     | 虎門         |
| 中 場 |       |                                       |                  |                |          |              |
| 8     | 香港  | 劉浩霖（LAU HO LAM）                  | 中場             | 1993年1月22日  | 2023     | 深水埗       |
| 13    | 香港  | 鄧港桁（TANG KONG HAANG）             | 中場/左右閘      | 1997年9月20日  | 2024     | 深水埗       |
| 16    | 香港  | 李嘉進（LI KA CHUN）                  | 中場/攻中        | 1993年9月10日  | 2024     | 東區         |
| 17    | 香港  | 陳曉鋒（CHAN HIU FUNG）               | 中場/攻中        | 1994年12月8日  | 2024     | 大埔         |
| 19    | 香港  | 曾健晃（Tsang Kin Fong）              | 防中/中堅        | 1993年1月2日   | 2022     | 沙田         |
| 21    | 香港  | （Lau Tak Yan）                       | 攻中/翼鋒        | 1994年6月1日   | 2020     | 佳聯元朗     |
| 53    | 香港  | 陳浩然（Chan Christopher Ho Yin）     | 中場/防中        | 1994年5月27日  | 2013     | 虎門         |
| 前 鋒 |       |                                       |                  |                |          |              |
| 7     | 香港  | 李康廉（Lee Hong Lim）                | 翼鋒             | 1983年9月29日  | 2023     | 理文         |
| 9     | 香港  | 陳嘉宝（CHAN, Adriel Demian）         | 前鋒/右翼        | 2003年5月22日  | 2023     | U23          |
| 10    | 香港  | 安基斯（Christian Annan）             | 左翼/前鋒        | 1978年5月3日   | 2022     | 和富大埔     |
| 11    | 香港  | 威靈臣·迪蘇沙（Wellingsson de Souza） | 前鋒/左右翼/攻中 | 1989年9月7日   | 2024     | 深水埗       |
| 12    | 香港  | 許宏鋒（Hui Wang Fung）               | 前鋒/翼鋒/左閘   | 1994年2月4日   | 2022     | 駿英九龍城   |
| 37    | 巴西  | 大衛·巴拉（David Bala）               | 前鋒             | 1988年10月25日 | 2022     | 標準流浪     |
| 77    | 香港  | 王力威（Naveed）                      | 翼鋒             | 2000年1月7日   | 2024     | 北區         |
| 99    | 香港  | 黃孔馳（WONG HUNG CHI）               | 前鋒             | 2005年4月6日   | 2023     | 理文         |

### 借用球員
| 號碼 | 國籍 | 球員名字 | 位置 | 出生日期 | 加盟年份 | 借用球會 | 借用年期 |
| ---- | ---- | -------- | ---- | -------- | -------- | -------- | -------- |

### 離隊球員（2023/24）
| 號碼             | 國籍             | 球員名字                | 位置             | 出生日期         | 加盟年份         | 加盟球會         |
| 2023年夏季轉會窗 | 2023年夏季轉會窗 | 2023年夏季轉會窗        | 2023年夏季轉會窗 | 2023年夏季轉會窗 | 2023年夏季轉會窗 | 2023年夏季轉會窗 |
| ---------------- | ---------------- | ----------------------- | ---------------- | ---------------- | ---------------- | ---------------- |
| 1                | 香港             | 馬子衷（Ma Tze Chung）  | 門將             | 1998年4月7日     | 2020             | --               |
| 22               | 香港             | 陳冠燊（Chan Kun Sun）  | 門將             | 2004年8月13日    | 2022             | 標準流浪         |
| 2024年冬季轉會窗 |                  |                         |                  |                  |                  |                  |
| 60               | 香港             | 吳倬均（Ng Cheuk Kwun） | 門將             | 2000年12月8日    | 2023             | 駒騰             |

### 歷任主教練
- 馮振霆 (2013年一）

### 曾效力球員
- 梁子駿

- 蘇來強

## 外部連結
- 香港足球總會網頁球會資料 （页面存档备份，存于）
- 中西區康樂體育會官方網站
- 中西區足球隊的Facebook專頁
- 中西區足球隊的Instagram帳戶
- YouTube上的中西區足球隊頻道